# نوكيا N91
نوكيا N91 هو أحد أجهزة نوكيا، شركة الهواتف والتقنية النقالة. يأتي هذا الجهاز مع شاشة نوعها 176 * 208 18-بت (262,144) لون. تم إصدار هذا الجهاز في 2005. أما بالنسبة لوضعية إنتاجه الحالية فقد توقف إنتاجه. تقنيته/تردده هي GSM/UMTS. جيل الجهاز هو BB5.0. عامل الشكل (التصميم) للجهاز هو «منزلق». الجهاز يحتوي على كامير نوعها: 2.0 ميغابيكسل.